# Barakovo
Barakovo (bulgariska: Бараково) är ett distrikt i Bulgarien.   Det ligger i kommunen Obsjtina Kotjerinovo och regionen Kjustendil, i den västra delen av landet, 70 kilometer söder om huvudstaden Sofia.
Omgivningarna runt Barakovo är en mosaik av jordbruksmark och naturlig växtlighet. Runt Barakovo är det ganska tätbefolkat, med 93 invånare per kvadratkilometer.